# Вавилонські цифри

Вавилонські цифри

Вавилонські цифри — цифри, що використовувалися вавилонянами в своїй шістдесятковій системі числення. Записувалися клинописом на глиняних табличках, поки глина ще м'яка, дерев'яною паличкою для письма або загостреним очеретом видавлювали знаки.
Вавилоняни, які славилися своїми астрономічними спостереженнями та розрахунками (за допомогою свого винаходу абака), успадкували від шумерської й аккадської цивілізацій шістдесяткову систему числення. Вона застосовувалася за дві тисячі років до н. е. Для запису чисел використовувалися всього два знаки: прямий клин  для позначення одиниць і лежачий клин  для позначення десятків всередині шістдесяткового розряду. Новий шістдесятковий розряд починався з появою прямого клина після лежачого клина, якщо розглядати число справа наліво. Таким чином, число зображувалося в позиційній 60-річній системі, а його 60-кові цифри — в адитивній десятковій. Аналогічно записувалися дроби. Для популярних дробів 1/2, 1/3 і 2/3 були спеціальні значки.
Спочатку нуля не було. Згодом запровадили позначення для пропущених шестидесяткових розрядів, що відповідає появі нуля, але в першому розряді праворуч цей знак не ставилося, що призводило до неоднозначності запису чисел і для визначення абсолютного значення числа були потрібні додаткові відомості.